# Hebenstretia dura
Hebenstretia dura là một loài thực vật có hoa trong họ Huyền sâm. Loài này được Choisy mô tả khoa học đầu tiên.